# Mercedes Cup 1994
Il Mercedes Cup 1994 è stato un torneo di tennis giocato sulla terra rossa.
È stata la 17ª edizione del Mercedes Cup, che fa parte della categoria Championship Series 
nell'ambito dell'ATP Tour 1994. Si è giocato a Stoccarda in Germania, dal 18 al 25 luglio 1994.

## Campioni

### Singolare
Alberto Berasategui ha battuto in finale  Andrea Gaudenzi con il punteggio di 7–5, 6–3, 7–6(5)

### Doppio
Scott Melville /  Piet Norval hanno battuto in finale  Jacco Eltingh /  Paul Haarhuis con il punteggio di 7–6, 6–4